# Токийский дворец спорта
Токийский дворец спорта (яп. 東京体育館 то:кё: тайикукан) — спортивный комплекс, находящийся в квартале Сэндагая специального района Сибуя в Токио.
Токийский дворец спорта был построен в 1954 году для приёма чемпионата мира по вольной борьбе. Впоследствии в нём проходили и другие крупные международные состязанимя; в 1964 году он принимал у себя соревнования по спортивной гимнастике в рамках проходивших в Токио XVIII Летних Олимпийских игр.
В 1991 году была завершена перестройка здания, выполненная лауреатом Притцкеровской премии Фумихико Маки, и оно приобрело свой современный футуристический облик. В настоящее время в нём имеется основной зал, способный принять 10 тысяч зрителей (6 тысяч постоянных мест и 4 тысячи временных), а также вспомогательное помещение с бассейном олимпийского размера (50 м x 20 м, 8 дорожек) и местами на 900 зрителей, в котором проходят чемпионаты Японии по водному поло. С 2000 года основной зал также используется для проведения концертов.

## Принимавшиеся спортивные состязания
- Чемпионат мира по борьбе 1954
- Спортивная гимнастика на летних Олимпийских играх 1964
- Tennis Masters Cup 1970
- Toray Pan Pacific Open (до 2008 года)
- Чемпионаты Японии по настольному теннису
- Чемпионат колледжей Японии по волейболу
- Чемпионат мира по фигурному катанию 2007

## Галерея

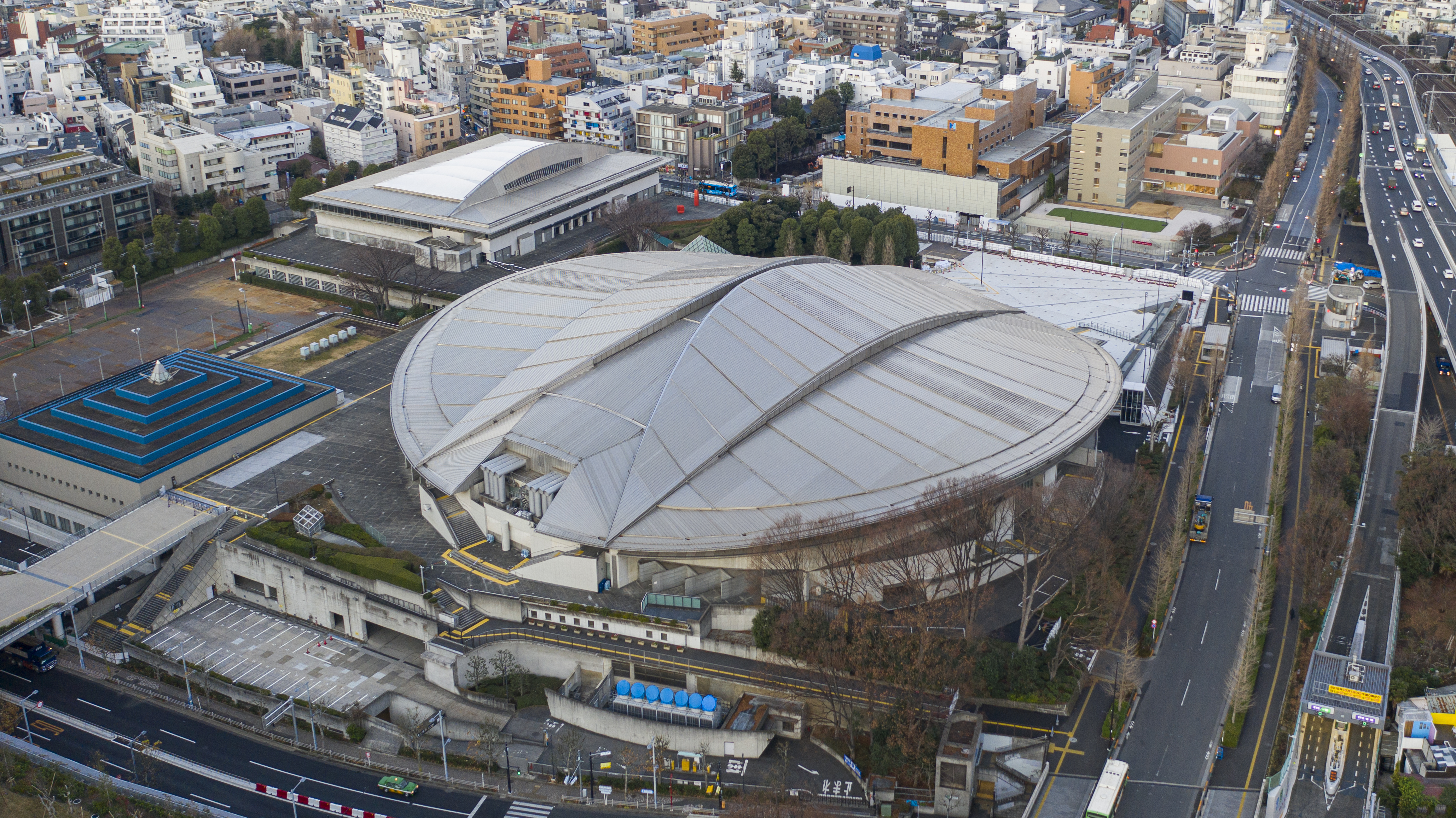
Вид сверху
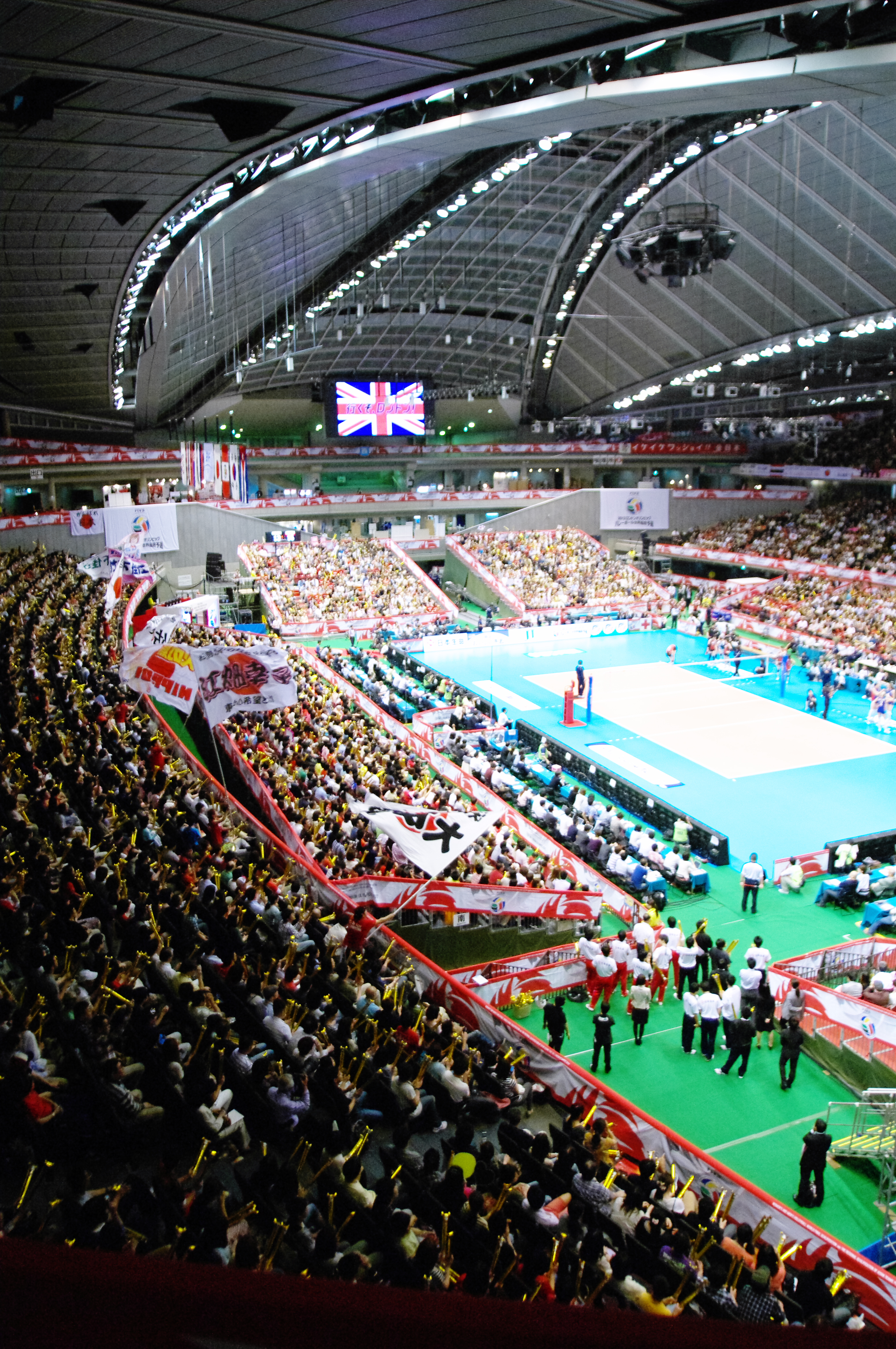
Трибуны
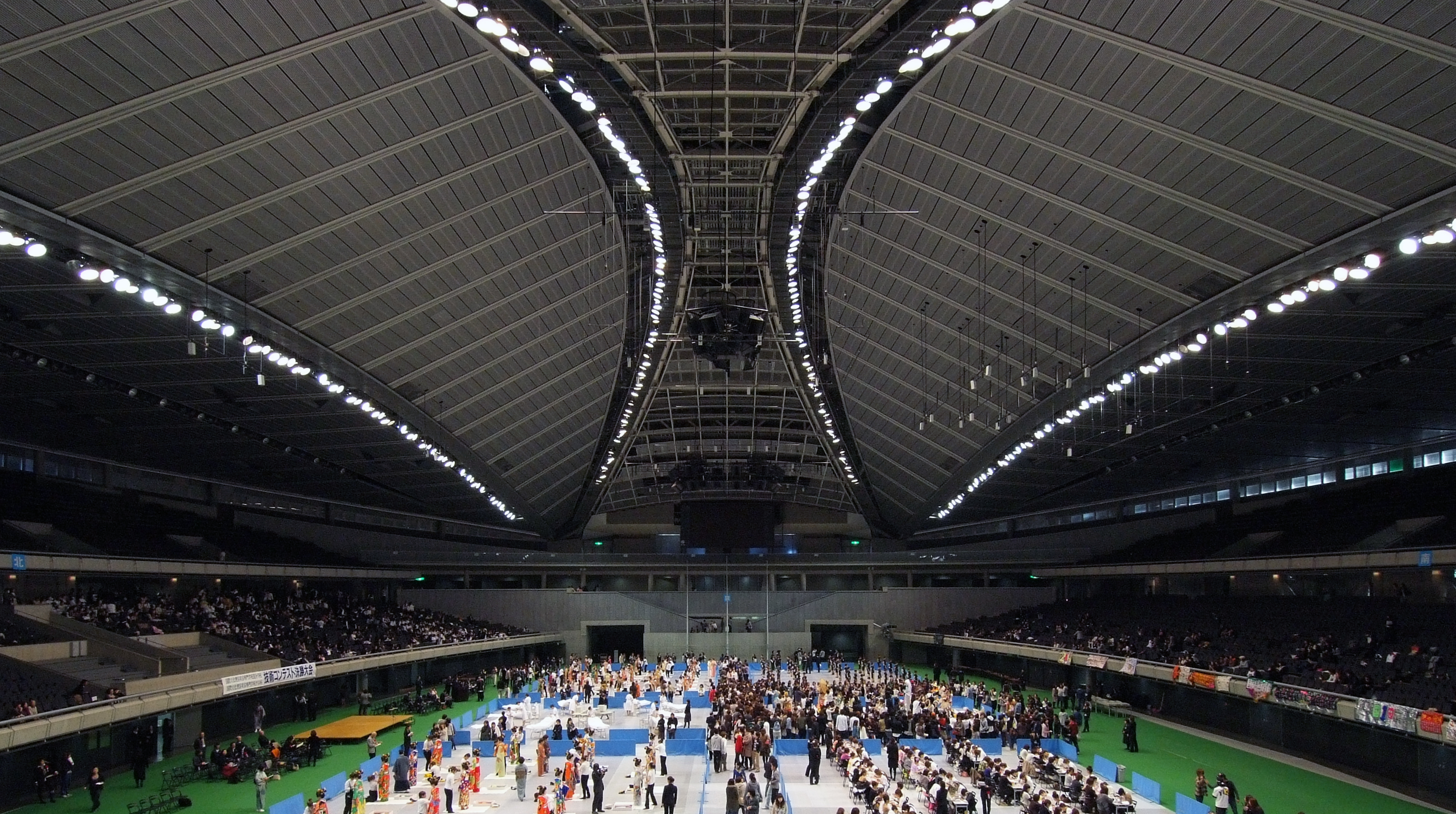
Вид внутри